# Бомонт Аг
Бомонт Аг (фр. Beaumont-Hague) насеље је и општина у северној Француској у региону Доња Нормандија, у департману Манш која припада префектури Шербур-Октевил.
По подацима из 2011. године у општини је живело 1491 становника, а густина насељености је износила 188,73 становника/km². Општина се простире на површини од 7,9 km². Налази се на средњој надморској висини од 166 метара (максималној 179 m, а минималној 5 m).

## Демографија
| 1962. | 1968. | 1975. | 1982. | 1990. | 1999. | 2011. |
| ----- | ----- | ----- | ----- | ----- | ----- | ----- |
| 474   | 1.010 | 1.005 | 1.361 | 1.714 | 1.381 | 1.491 |

График промене броја становника у току последњих година